# Melaleuca uxorum
Melaleuca uxorum là một loài thực vật có hoa trong Họ Đào kim nương. Loài này được Craven, G.Holmes & Sankowsky mô tả khoa học đầu tiên năm 2003.